# (74470) 1999 CH55
(74470) 1999 CH55 – planetoida z pasa głównego asteroid okrążająca Słońce w ciągu 5,54 lat w średniej odległości 3,13 j.a. Odkryta 10 lutego 1999 roku.